# 北京信息职业技术学院
北京信息职业技术学院 (英語：Beijing Information Technology College) 于1954年建校，是北京的一所公办全日制普通高等职业技术学院。

## 院系专业

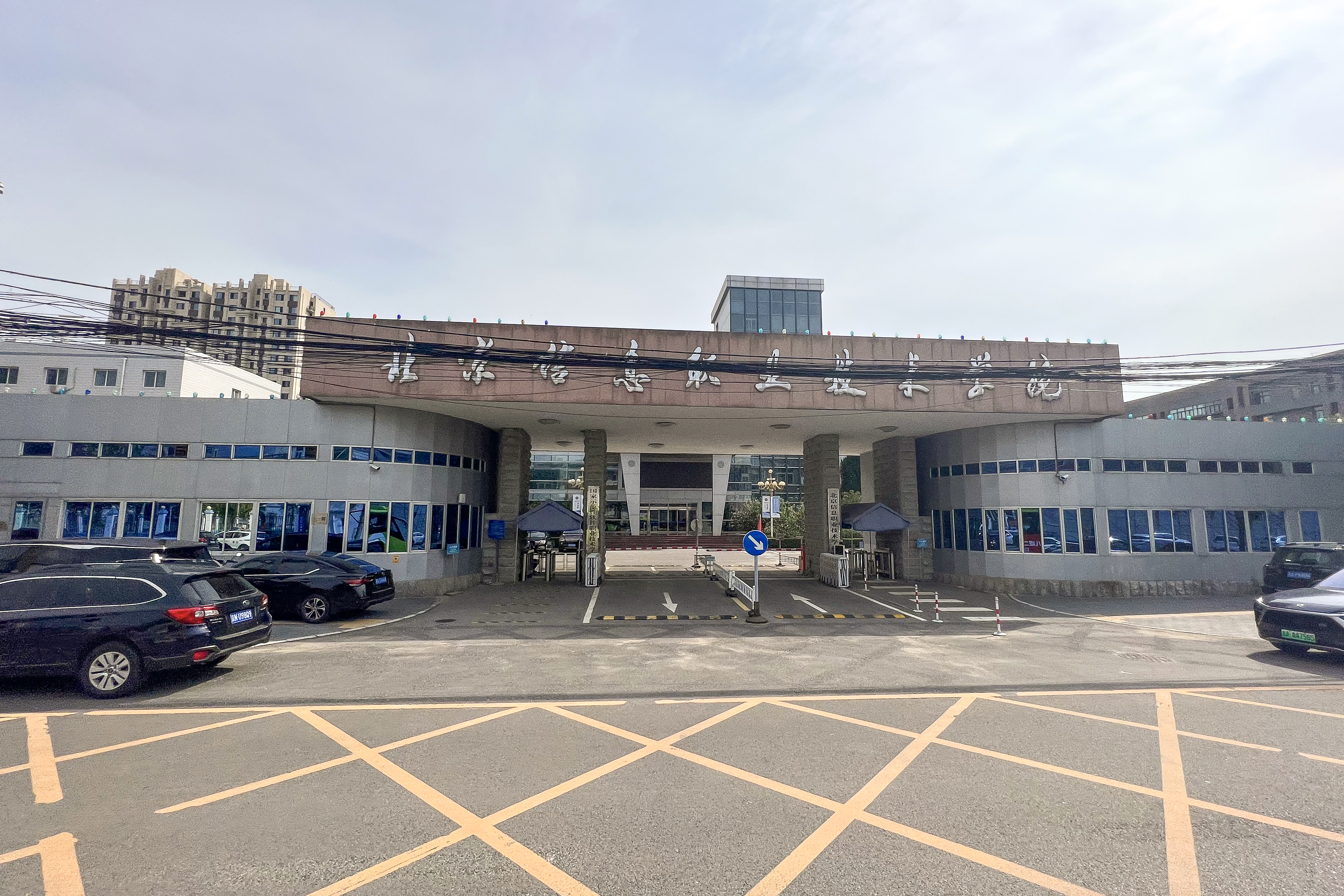
东坝校区，原为北京市计算机工业学校

学院现有软件与信息服务、通信与网络工程、电子与自动化、现代服务与管理、数字媒体设计、健康管理服务等六大专业集群，主要开设软件技术、大数据技术与应用、移动应用开发、物联网应用技术、云计算技术与应用、信息安全与管理、通信技术、电子信息工程技术、机电一体化技术、微电子技术、新能源汽车技术、商务数据分析、会展策划与管理、市场营销、数字媒体艺术设计、影视动画、数字展示技术、卫生信息管理、健康管理等36个专业。

## 对外合作

### 埃及
埃中应用技术学院（ECCAT）是由北京信息职业技术学院、苏伊士运河大学和埃及MEK基金会共同筹建的四年制的应用型本科教育院校。设计规模为在校生600人，重点开设机电一体化技术、电子工程、通信技术等三个专业，是北京信息职业技术学院的海外院校。
2018年10月28日，“埃中应用技术学院”举行2018级新生开学典礼。首批入学的83名新生分布在机电一体化、电子工程和通信技术等三个专业。